# Visttjärnliden
Visttjärnliden är ett naturreservat i Älvsbyns kommun i Norrbottens län.
Området är naturskyddat sedan 2010 och är 0,9 kvadratkilometer stort. Reservatet omfattar nedre sydostsluttningen av Visttjärnliden. Reservatet består av urskogsartad barrblandskog och grandominerad sumpskog. 